# Världscupen i alpin skidåkning 1978/1979
Världscupen i alpin skidåkning 1978/1979 inleddes i Schladming den 9 december 1978 för herrarna och i Piancavallo för damerna. Säsongen avslutades i Furano den 19 mars 1979. Vinnare av totala världscupen blev Annemarie Moser-Pröll och Peter Lüscher.

## Tävlingskalender

### Herrar

#### Störtlopp
| Datum            | Ort                                   | Etta                          | Tvåa                          | Trea                             |
| ---------------- | ------------------------------------- | ----------------------------- | ----------------------------- | -------------------------------- |
| 10 december 1978 | Schladming (Österrike)                | Ken Read (Kanada)             | Dave Murray (Kanada)          | Wladimir Makejew (Sovjetunionen) |
| 16 december 1978 | Val Gardena (Italien)                 | Josef Walcher (Österrike)     | Peter Müller (Schweiz)        | Walter Vesti (Schweiz)           |
| 17 december 1978 | Val Gardena (Italien)                 | Erik Håker (Norge)            | Peter Müller (Schweiz)        | Ken Read (Kanada)                |
| 6 januari 1979   | Morzine (Frankrike)                   | Steve Podborski (Kanada)      | Herbert Plank (Italien)       | Uli Spieß (Österrike)            |
| 14 januari 1979  | Crans-Montana (Schweiz)               | Toni Bürgler (Schweiz)        | Peter Müller (Schweiz)        | Ken Read (Kanada)                |
| 20 januari 1979  | Kitzbühel (Österrike)                 | Sepp Ferstl (Västtyskland)    | Peter Wirnsberger (Österrike) | Uli Spieß (Österrike)            |
| 27 januari 1979  | Garmisch-Partenkirchen (Västtyskland) | Peter Wirnsberger (Österrike) | Uli Spieß (Österrike)         | Herbert Plank (Italien)          |
| 1 februari 1979  | Villars-sur-Ollon (Schweiz)           | Peter Müller (Schweiz)        | Leonhard Stock (Österrike)    | Werner Grissmann (Österrike)     |
| 3 mars 1979      | Lake Placid (USA)                     | Peter Wirnsberger (Österrike) | Peter Müller (Schweiz)        | Dave Murray (Kanada)             |

#### Storslalom
| Datum            | Ort                             | Etta                       | Tvåa                           | Trea                           |
| ---------------- | ------------------------------- | -------------------------- | ------------------------------ | ------------------------------ |
| 9 december 1978  | Schladming (Österrike)          | Ingemar Stenmark (Sverige) | Peter Lüscher (Schweiz)        | Leonardo David (Italien)       |
| 22 december 1978 | Kranjska Gora (Jugoslavien)     | Ingemar Stenmark (Sverige) | Peter Lüscher (Schweiz)        | Bojan Križaj (Jugoslavien)     |
| 7 januari 1979   | Courchevel (Frankrike)          | Ingemar Stenmark (Sverige) | Peter Lüscher (Schweiz)        | Bojan Križaj (Jugoslavien)     |
| 16 januari 1979  | Adelboden (Schweiz)             | Ingemar Stenmark (Sverige) | Andreas Wenzel (Liechtenstein) | Jacques Lüthy (Schweiz)        |
| 23 januari 1979  | Steinach am Brenner (Österrike) | Ingemar Stenmark (Sverige) | Peter Lüscher (Schweiz)        | Andreas Wenzel (Liechtenstein) |
| 4 februari 1979  | Jasná (Tjeckoslovakien)         | Ingemar Stenmark (Sverige) | Bojan Križaj (Jugoslavien)     | Heini Hemmi (Schweiz)          |
| 10 februari 1979 | Åre (Sverige)                   | Ingemar Stenmark (Sverige) | Phil Mahre (USA)               | Jacques Lüthy (Schweiz)        |
| 4 mars 1979      | Lake Placid (USA)               | Ingemar Stenmark (Sverige) | Hans Enn (Österrike)           | Peter Lüscher (Schweiz)        |
| 12 mars 1979     | Heavenly Valley (USA)           | Ingemar Stenmark (Sverige) | Bojan Križaj (Jugoslavien)     | Hans Enn (Österrike)           |
| 19 mars 1979     | Furano (Japan)                  | Ingemar Stenmark (Sverige) | Heini Hemmi (Schweiz)          | Jean-Luc Fournier (Schweiz)    |

#### Slalom
| Datum            | Ort                                   | Etta                                | Tvåa                                | Trea                                |
| ---------------- | ------------------------------------- | ----------------------------------- | ----------------------------------- | ----------------------------------- |
| 13 december 1978 | Madonna di Campiglio (Italien)        | Martial Donnet (Schweiz)            | Peter Lüscher (Schweiz)             | Christian Neureuther (Västtyskland) |
| 21 december 1978 | Kranjska Gora (Jugoslavien)           | Ingemar Stenmark (Sverige)          | Paul Frommelt (Liechtenstein)       | Leonardo David (Italien)            |
| 9 januari 1979   | Crans-Montana (Schweiz)               | Christian Neureuther (Västtyskland) | Petar Popangelov (Bulgarien)        | Karl Trojer (Italien)               |
| 15 januari 1979  | Crans-Montana (Schweiz)               | Paul Frommelt (Liechtenstein)       | Andreas Wenzel (Liechtenstein)      | Ingemar Stenmark (Sverige)          |
| 21 januari 1979  | Kitzbühel (Österrike)                 | Christian Neureuther (Västtyskland) | Ingemar Stenmark (Sverige)          | Phil Mahre (USA)                    |
| 28 januari 1979  | Garmisch-Partenkirchen (Västtyskland) | Peter Lüscher (Schweiz)             | Phil Mahre (USA)                    | Petar Popangelov (Bulgarien)        |
| 5 februari 1979  | Jasná (Tjeckoslovakien)               | Phil Mahre (USA)                    | Leonardo David (Italien)            | Ingemar Stenmark (Sverige)          |
| 7 februari 1979  | Oslo (Norge)                          | Leonardo David (Italien)            | Ingemar Stenmark (Sverige)          | Phil Mahre (USA)                    |
| 11 februari 1979 | Åre (Sverige)                         | Ingemar Stenmark (Sverige)          | Phil Mahre (USA)                    | Gustav Thöni (Italien)              |
| 18 mars 1979     | Furano (Japan)                        | Ingemar Stenmark (Sverige)          | Christian Neureuther (Västtyskland) | Paul Frommelt (Liechtenstein)       |

#### Alpin kombination
| Datum               | Ort                                   | Etta                      | Tvåa                           | Trea                           |
| ------------------- | ------------------------------------- | ------------------------- | ------------------------------ | ------------------------------ |
| 9-10 december 1978  | Schladming (Österrike)                | Peter Lüscher (Schweiz)   | Leonhard Stock (Österrike)     | Andreas Wenzel (Liechtenstein) |
| 14-15 januari 1979  | Crans-Montana (Schweiz)               | Phil Mahre (USA)          | Andreas Wenzel (Liechtenstein) | Piero Gros (Italien)           |
| 20-21 februari 1979 | Kitzbühel (Österrike)                 | Anton Steiner (Österrike) | Andreas Wenzel (Liechtenstein) | Peter Lüscher (Schweiz)        |
| 27-28 januari 1979  | Garmisch-Partenkirchen (Västtyskland) | Peter Lüscher (Schweiz)   | Phil Mahre (USA)               | Andreas Wenzel (Liechtenstein) |

### Damer

#### Störtlopp
| Datum            | Ort                      | Etta                              | Tvåa                           | Trea                            |
| ---------------- | ------------------------ | --------------------------------- | ------------------------------ | ------------------------------- |
| 9 december 1978  | Piancavallo (Italien)    | Annemarie Moser-Pröll (Österrike) | Doris De Agostini (Schweiz)    | Evelyne Dirren (Schweiz)        |
| 17 december 1978 | Val d’Isère (Frankrike)  | Annemarie Moser-Pröll (Österrike) | Evi Mittermaier (Västtyskland) | Bernadette Zurbriggen (Schweiz) |
| 12 januari 1979  | Les Diablerets (Schweiz) | Annemarie Moser-Pröll (Österrike) | Evi Mittermaier (Västtyskland) | Marie-Theres Nadig (Schweiz)    |
| 20 januari 1979  | Meiringen (Schweiz)      | Annemarie Moser-Pröll (Österrike) | Irene Epple (Västtyskland)     | Bernadette Zurbriggen (Schweiz) |
| 26 januari 1979  | Schruns (Österrike)      | Annemarie Moser-Pröll (Österrike) | Cindy Nelson (USA)             | Bernadette Zurbriggen (Schweiz) |
| 4 februari 1979  | Pfronten (Västtyskland)  | Cindy Nelson (USA)                | Caroline Attia (Frankrike)     | Irene Epple (Västtyskland)      |
| 2 mars 1979      | Lake Placid (USA)        | Annemarie Moser-Pröll (Österrike) | Marie-Theres Nadig (Schweiz)   | Bernadette Zurbriggen (Schweiz) |

#### Storslalom
| Datum            | Ort                          | Etta                             | Tvåa                              | Trea                              |
| ---------------- | ---------------------------- | -------------------------------- | --------------------------------- | --------------------------------- |
| 12 december 1978 | Piancavallo (Italien)        | Hanni Wenzel (Liechtenstein)     | Marie-Theres Nadig (Schweiz)      | Irene Epple (Västtyskland)        |
| 18 december 1978 | Val d’Isère (Frankrike)      | Christa Kinshofer (Västtyskland) | Hanni Wenzel (Liechtenstein)      | Marie-Theres Nadig (Schweiz)      |
| 6 januari 1979   | Les Gets (Frankrike)         | Christa Kinshofer (Västtyskland) | Hanni Wenzel (Liechtenstein)      | Regina Sackl (Schweiz)            |
| 6 februari 1979  | Berchtesgaden (Västtyskland) | Christa Kinshofer (Västtyskland) | Irene Epple (Västtyskland)        | Annemarie Moser-Pröll (Österrike) |
| 8 mars 1979      | Aspen (USA)                  | Christa Kinshofer (Västtyskland) | Irene Epple (Västtyskland)        | Marie-Theres Nadig (Schweiz)      |
| 11 mars 1979     | Heavenly Valley (USA)        | Christa Kinshofer (Västtyskland) | Hanni Wenzel (Liechtenstein)      | Irene Epple (Västtyskland)        |
| 15 mars 1979     | Furano (Japan)               | Marie-Theres Nadig (Schweiz)     | Annemarie Moser-Pröll (Österrike) | Irene Epple (Västtyskland)        |

#### Slalom
| Datum            | Ort                     | Etta                         | Tvåa                              | Trea                                             |
| ---------------- | ----------------------- | ---------------------------- | --------------------------------- | ------------------------------------------------ |
| 12 december 1978 | Piancavallo (Italien)   | Abigail Fisher (USA)         | Perrine Pelen (Frankrike)         | Claudia Giordani (Italien) Tamara McKinney (USA) |
| 8 januari 1979   | Les Gets (Frankrike)    | Regina Sackl (Österrike)     | Perrine Pelen (Frankrike)         | Annemarie Moser-Pröll (Österrike)                |
| 19 januari 1979  | Hasliberg (Schweiz)     | Regina Sackl (Österrike)     | Claudia Giordani (Italien)        | Maria Kurz-Schlechter (Österrike)                |
| 23 januari 1979  | Schruns (Österrike)     | Lea Sölkner (Österrike)      | Claudia Giordani (Italien)        | Annemarie Moser-Pröll (Österrike)                |
| 27 januari 1979  | Mellau (Österrike)      | Maria Rosa Quario (Italien)  | Annemarie Moser-Pröll (Österrike) | Perrine Pelen (Frankrike)                        |
| 3 februari 1979  | Pfronten (Västtyskland) | Hanni Wenzel (Liechtenstein) | Fabienne Serrat (Frankrike)       | Regina Sackl (Österrike)                         |
| 8 februari 1979  | Maribor (Jugoslavien)   | Hanni Wenzel (Liechtenstein) | Christa Kinshofer (Västtyskland)  | Maria Rosa Quario (Italien)                      |
| 18 mars 1979     | Furano (Japan)          | Perrine Pelen (Frankrike)    | Hanni Wenzel (Liechtenstein)      | Annemarie Moser-Pröll (Österrike)                |

#### Alpin kombination
| Datum               | Ort                     | Etta                              | Tvåa                              | Trea                         |
| ------------------- | ----------------------- | --------------------------------- | --------------------------------- | ---------------------------- |
| 17-18 december 1978 | Val d’Isère (Frankrike) | Marie-Theres Nadig (Schweiz)      | Annemarie Moser-Pröll (Österrike) | Hanni Wenzel (Liechtenstein) |
| 19-20 januari 1979  | Hasliberg (Schweiz)     | Annemarie Moser-Pröll (Österrike) | Fabienne Serrat (Frankrike)       | Hanni Wenzel (Liechtenstein) |
| 23, 26 januari 1979 | Schruns (Österrike)     | Annemarie Moser-Pröll (Österrike) | Cindy Nelson (USA)                | Hanni Wenzel (Liechtenstein) |
| 3./4 februari 1979  | Pfronten (Västtyskland) | Hanni Wenzel (Liechtenstein)      | Irene Epple (Västtyskland)        | Cindy Nelson (USA)           |

## Slutplacering damer
| Placering | Namn                  | Land          | Total Poäng | Störtlopp | Storslalom | Slalom | Kombination |
| --------- | --------------------- | ------------- | ----------- | --------- | ---------- | ------ | ----------- |
| 1         | Annemarie Moser-Pröll | Österrike     | 243         | 75        | 40         | 58     | 70          |
| 2         | Hanni Wenzel          | Liechtenstein | 240         | 40        | 71         | 74     | 55          |
| 3         | Irene Epple           | Västtyskland  | 189         | 66        | 70         | 17     | 36          |
| 4         | Cindy Nelson          | USA           | 168         | 67        | 43         | 12     | 46          |
| 5         | Marie-Theres Nadig    | Schweiz       | 156         | 63        | 68         | 0      | 25          |
| 6         | Fabienne Serrat       | Frankrike     | 151         | 6         | 61         | 49     | 35          |
| 7         | Regina Sackl          | Österrike     | 112         | 0         | 39         | 73     | 0           |
| 8         | Christa Kinshofer     | Västtyskland  | 110         | 0         | 75         | 35     | 0           |
| 9         | Perrine Pelen         | Frankrike     | 100         | 0         | 32         | 65     | 3           |
| 10        | Claudia Giordani      | Italien       | 98          | 3         | 23         | 55     | 17          |

## Slutplacering herrar
| Placering | Namn             | Land          | Total Poäng | Störtlopp | Storslalom | Slalom | Kombination |
| --------- | ---------------- | ------------- | ----------- | --------- | ---------- | ------ | ----------- |
| 1         | Peter Lüscher    | Schweiz       | 186         | 0         | 64         | 57     | 65          |
| 2         | Leonhard Stock   | Österrike     | 163         | 57        | 50         | 17     | 39          |
| 3         | Phil Mahre       | USA           | 155         | 0         | 27         | 72     | 56          |
| 4         | Piero Gros       | Italien       | 152         | 0         | 58         | 57     | 37          |
| 5         | Ingemar Stenmark | Sverige       | 150         | 0         | 75         | 75     | 0           |
| 6         | Andreas Wenzel   | Liechtenstein | 148         | 0         | 59         | 34     | 55          |
| 7         | Anton Steiner    | Österrike     | 107         | 10        | 33         | 36     | 28          |
| 8         | Bojan Križaj     | Jugoslavien   | 106         | 0         | 66         | 40     | 0           |
| 9         | Gustav Thöni     | Italien       | 92          | 0         | 26         | 54     | 12          |
| 10        | Steve Mahre      | USA           | 86          | 0         | 25         | 47     | 14          |